# Compaixão

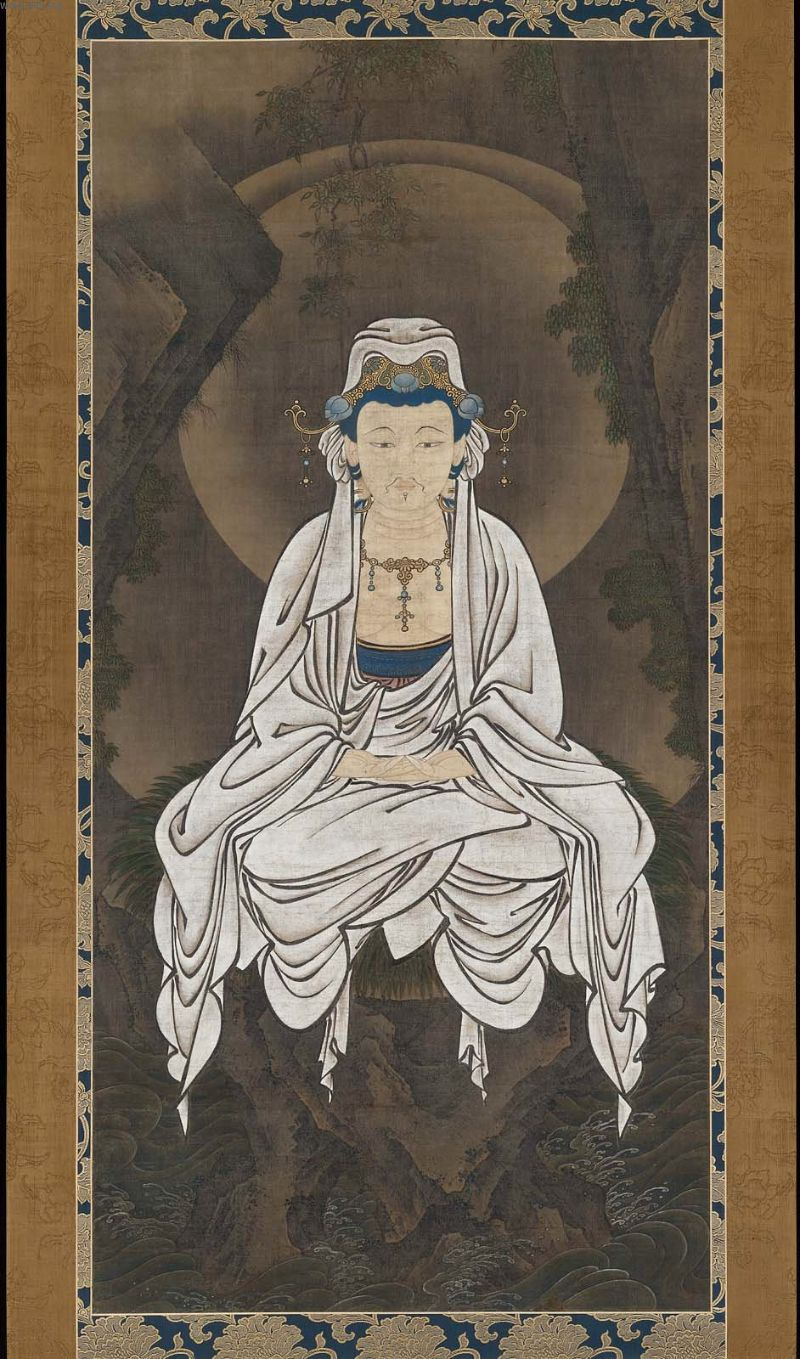
Kuan Yin, o bodisatva da compaixão, em pergaminho do século XVI de Kano Motonobu

Compaixão (do termo latino compassione) pode ser descrito como uma compreensão do estado emocional de outra pessoa. Não deve ser confundida com empatia. A compaixão frequentemente combina-se a um desejo de aliviar ou minorar o sofrimento de outro ser senciente, bem como demonstrar especial gentileza para com aqueles que sofrem.
A compaixão pode levar alguém a sentir empatia pelo outro. A compaixão é, frequentemente, caracterizada através de ações, quando uma pessoa, agindo com espírito de compaixão, busca ajudar aqueles pelos quais se compadece.
Ter compaixão é permanecer num estado emotivo positivo, enquanto tenta-se compreender o outro, sem invadir, no entanto, o seu espaço.
A compaixão diferencia-se de outras formas de comportamento prestativo humano no sentido de que seu foco primário é o alívio da dor e sofrimento alheios. Atos de caridade que busquem principalmente conceder benefícios em vez de aliviar a dor e o sofrimento existentes, são mais corretamente classificados como atos de altruísmo, embora, neste sentido, a compaixão possa ser vista como um subconjunto do altruísmo, sendo definida como o tipo de comportamento que busca beneficiar os outros minorando o sofrimento destes.